# Al-Mu'tasim
 Abu Ishaq 'Abbas al-Mu'tasim bin Harun al-Rashid (Arabă: أبو إسحاق عباس المعتصم بن هارون الرشيد‎; 795 – 5 ianuarie 842), cunoscut mai bine sub numele de al-Mu'tasim bi-'llah (المعتصم بالله, "Cel ce caută refugiu la Dumnezeu"), a fost cel de-al optulea calif abbasid. Acesta a domnit din 833 până la moartea sa, în 842. Înainte de a deveni calif, al-Mu'tasim și-a dobândit reputația de comandant militar iscusit în Anatolia. În timpul domniei fratelui său, al-Mamun, al-Mu'tasim a fost guvernator al Egiptului. El a devenit calif al Imperiului Abbasid după moartea fratelui său, în 833. În perioada de domnie a lui al-Mu'tasim, este plasat momentul constituirii corpului de armată alcătuit din soldați-sclavi turci (mamālīk).
Al-Mu'tasim s-a remarcat, printre altele, prin faptul că a fost un calif războinic, purtând în mod constant războaie, atât împotriva Imperiului Bizantin, cât și împotriva diverselor grupări rebele din interiorul Califatului Abbasid. Cea mai notabilă realizare a sa pe plan intern a fost înăbușirea revoltei khurramite.

## Prima parte a vieții
Al-Mu'tasim, fiul lui Harun al-Rashid și al unei sclave turkmene pe nume Marida, s-a născut în jurul anului 795. În timpul domniei fratelui său, al-Mamun, a participat la luptă împotriva bizantinilor din Asia Mică.
Fiind unul dintre cei mai tineri fii ai lui Harun al-Rahid, al-Mu'tasim nu a intrat în planul de succesiune la tron, elaborat de către tatăl său. Acesta avea doar 15 ani când a izbucnit războiul civil în Califatul Abbasid, rămânând la Bagdad și ajungând să-l susțină pe Ibrahim bin al-Mahdi în disputa împotriva lui al-Ma'mun și a lui Banu Sahl. Începând cu anii 814-815, al-Mu'tasim a început să cumpere sclavi din Bagdad cu scopul de a îi antrena pentru a deveni soldați. Mai mult, acesta a reușit să ajungă la o înțelegere cu samanizii, care controlau cea mai mare parte a regiunii Samarkand, prin care îî erau trimiși sclavi direct din Turkistan. Viitorul calif abbasid a reușit constituirea unui corp de armată propriu, format din doar 3000-4000 de soldați, însă aceștia erau foarte disciplinați și extrem de bine pregătiți. Având la dispoziție această armată, al-Mu'tasim s-a impus în interiorul dinastiei abbaside, iar al-Mamun a început să apeleze din ce în ce mai mult la ajutorul acestuia.
Al-Mu'tasim a devenit unul dintre cei mai importanți oameni din califat, după ce a fost numit guvernator al Egiptului și al Siriei, în 828. Acesta a fost și motivul pentru care al-Ma'mun s-a hotărât să renunțe la ideea de a-l numi pe fiul său, al-Abbas ca succesor, numindu-l în schimb pe al-Mu'tasim. Astfel, al-Mu'tasim s-a remarcat încă dinainte de a deveni calif, prin personalitatea sa puternică și dominantă.

## Califatul lui al-Mu'tasim
Al-Mu'tasim a devenit calif al Imperiului Abbasid în august 833, după ce fratele său, al-Ma'mun, a murit în timpul unei campanii împotriva bizantinilor, însă nu fără să fie contestat de cei care au anticipat, într-un fel, ceea ce avea să aducă nouă conducere a statului abbasid. Unii conducători militari din statul abbasid și-au arătat susținerea pentru al-Abbas, fiul lui al-Mamun, dorind ca acesta să fie noul calif, însă al- Mu'tasim s-a impus, reușind să-și asigure poziția dobândită, aceea de suveran al imperiului.
La întoarcerea dintr-o campanie împotriva bizantinilor, al-Mutasim a realizat faptul că se planifică înlăturarea sa de la tron, de către al-Abbas bin al-Ma'mun împreună cu un număr de comandanți militari. Al-Abbas, al-Shah bin Sahl, Amr al-Farghana, 'Ujayf bin 'Anbasa și Ahmmad bin al-Khalil au fost toți executați.
În anul 836, al-Mu'tasim a fondat noua capitală a imperiului, la Samarra, unde a construit un complex de palate și și-a localizat armată formată în special din turci proveniți din Asia Centrală.
Unul dintre cele mai importante aspecte din perioada de domnie a lui al-Mu'tasim este introducerea așa-numiților soldați-sclavi turci în centrul lumii islamice. Califul al-Mu'tasim a reușit să se impune într-un mod ferm în cadrul statului, bazându-se pe acest corp de armată constituit de el însuși. Acești mamalik sau mawali, proveniți de la marginea lumii islamice, au format o elită militară cu un statut special, având un rol important în evoluția imperiului în acea perioadă, asemănător cu rolul pe care l-au avut în cadrul Imperiului Bizantin populațiile aflate la marginea acestuia.
Un eveniment important a avut loc în anul 837, când al- Mu'tasim a pus capăt revoltei pornite de persanii schismatici, conduși de Bābak, care coopera cu grecii. Tot în 837, împăratul bizantin, Theophil, a invadat Mesopotamia și a ocupat orașul Zapetra, locul de naștere al califului al-Mu'tasim. Reacția lui al-Mu'tasim nu s-a lăsat așteptată prea mult. În 838, acesta a invadat Asia Mică, l-a învins pe Theophil, a ocupat Ankira (Ankara) și a pornit spre Amorion, locul de naștere al lui Mihail II Amorianul, tatăl lui Theophil.
În vremea lui al-Mu'tasim, au avut loc unele schimbări care au avut efecte negative asupra unor grupări influente până atunci în Imperiul Islamic. Al-Mu'tasim a șters numele arabilor din divan, ceea ce avea să însemne că aceștia nu vor mai primi ‘ata’ (salariu). Membrii unor clanuri arabe de elită, prezente, la aceea perioadă, în special la al-Fustat, primeau bani din veniturile Egiptului, pe baza faptului că aceștia erau descendenți ai cuceritorilor, însă acest procedeu avea să fie întrerupt de către al-Mu'tasim. Cea mai mare parte a taxelor provenite din Egipt aveau să fie îndreptate către Samarra pentru a contribui la plata soldaților turci. Astfel, s-a pus capăt unui sistem de plată constituit în divan de către Umar, cel de-al doilea dintre ,,califii cei drepti" ai islamului.
Al-Mu'tasim a reușit să pună capăt unei controverse mai vechi în statul islamic. Este vorba de colectarea taxelor de către guvernul central al statului. Încă din perioada celui de-al treilea dintre califii cei drepți, Usman, califii au întâmpinat dificultăți în a aduce la centru veniturile provenite din taxele impuse în diferitele provincii. Umayyazii au reușit să rezolve problema parțial, iar primii califi abbasizi au îndreptat și mai mult situația, însă Al-Mu'tasim a reușit ă concretizeze triumful puterii centrale a statului. Chiar și provinciile considerate dificile din acest punct de vedere, cum ar fi Khorasan, au în început să trimită sume substanțiale către Irak.

## Deces
Al-Mu'tasim s-a îmbolnăvit spre sfârșitul anului 841. Acesta a decedat pe 5 ianuarie 842, la Samarra. În ziua în care a murit al-Mutasim, fiul acestuia, al-Wathiq, a depus jurământul de credință și a devenit noul calif al Imperiului Abbasid.
Istoricii au pus adesea accentul pe lipsa de cultură a califului al-Mu'tasim, în comparație cu fratele său, al-Ma'mun, însă acesta s-a remarcat prin calitățile sale de comandant militar și de suveran, sub conducerea căruia, Califatul Abbasid a continuat să fie o entitate politică și militară solidă.